# Jaworek (województwo łódzkie)
Jaworek – wieś w Polsce położona w województwie łódzkim, w powiecie wieruszowskim, w gminie Czastary.
W latach 1975–1998 miejscowość administracyjnie należała do województwa kaliskiego.